# Stern und Hafferl
Stern und Hafferl is een oud privaat streekvervoerbedrijf voor reizigers en goederen in Oostenrijk, vooral bekend door haar klassieke lokale spoorlijnen, en de tram van Gmunden. Daarnaast worden er ruim 30 buslijnen geëxploiteerd. Door visie, pionieren, zuinigheid, innovatie en traditie te combineren wist het bedrijf te overleven. Het is één van de grootste transportbedrijven in Oostenrijk, met ongeveer 400 personeelsleden. Het behoort tot de Stern-groep, die onder andere ook toeristische scheepvaart op twee meren en een bouwbedrijf omvat. In 2023 werden er in één keer 37 nieuwe medewerkers verwelkomd.

## Historie

Logo dat tot zeker 2010 gebruikt werd.

In 1883 werd door ingenieurs Josef Stern en Franz Hafferl in Wenen een projectplanning bureau opgericht voor lokale spoorwegen. 
In 1894 werd te Gmunden een stoomenergie centrale gebouwd, om de stad van energie te voorzien. Dankzij die centrale kon ook in dat jaar een elektrische tramlijn aangelegd worden om het grote hoogte verschil te overbruggen tussen het hoofdstation en de stad in het dal. Dit was de eerste keer dat Stern und Hafferl een vervoerbedrijf gingen uitbaten.
Het hoofdkantoor van het vervoerbedrijf verhuisde in 1895 naar het Arkadenhaus in Gmunden, alwaar het nog steeds is, en alwaar de tram nog steeds vlak langs rijdt
Josef Stern overleed in 1924, en Franz Hafferl in 1925.

## Lijnvoering

### Huidige lijnen
- Traunsee Tram (Gmunden - Vorchdorf; combinatie van de Traunseebahn met de Tram van Gmunden)
- Vorchdorferbahn (Lambach - Vorchdorf)
- Atterseebahn (Vöcklamarkt - Attersee; met van april tot oktober aansluiting op Attersee rondvaart, die ook bij het bedrijf hoort)
- Linzer Lokalbahn (Linz - Niederspachung - Neumarkt Kallham en Peuerbach - Niederspachung)

### Opgeheven lijnen
- Lokalbahn Unterach - See (tram)
- Florianerbahn Ebelsberg - Sankt Florian (tram)
- Lambach - Haag am Hausruck (Haager Lies)

### Vroegere exploitatie door Stern und Hafferl
- Lokaallijn Bürmoos - Trimmelkam, nu onderdeel van de Salzburger Lokalbahn.

## Materieel

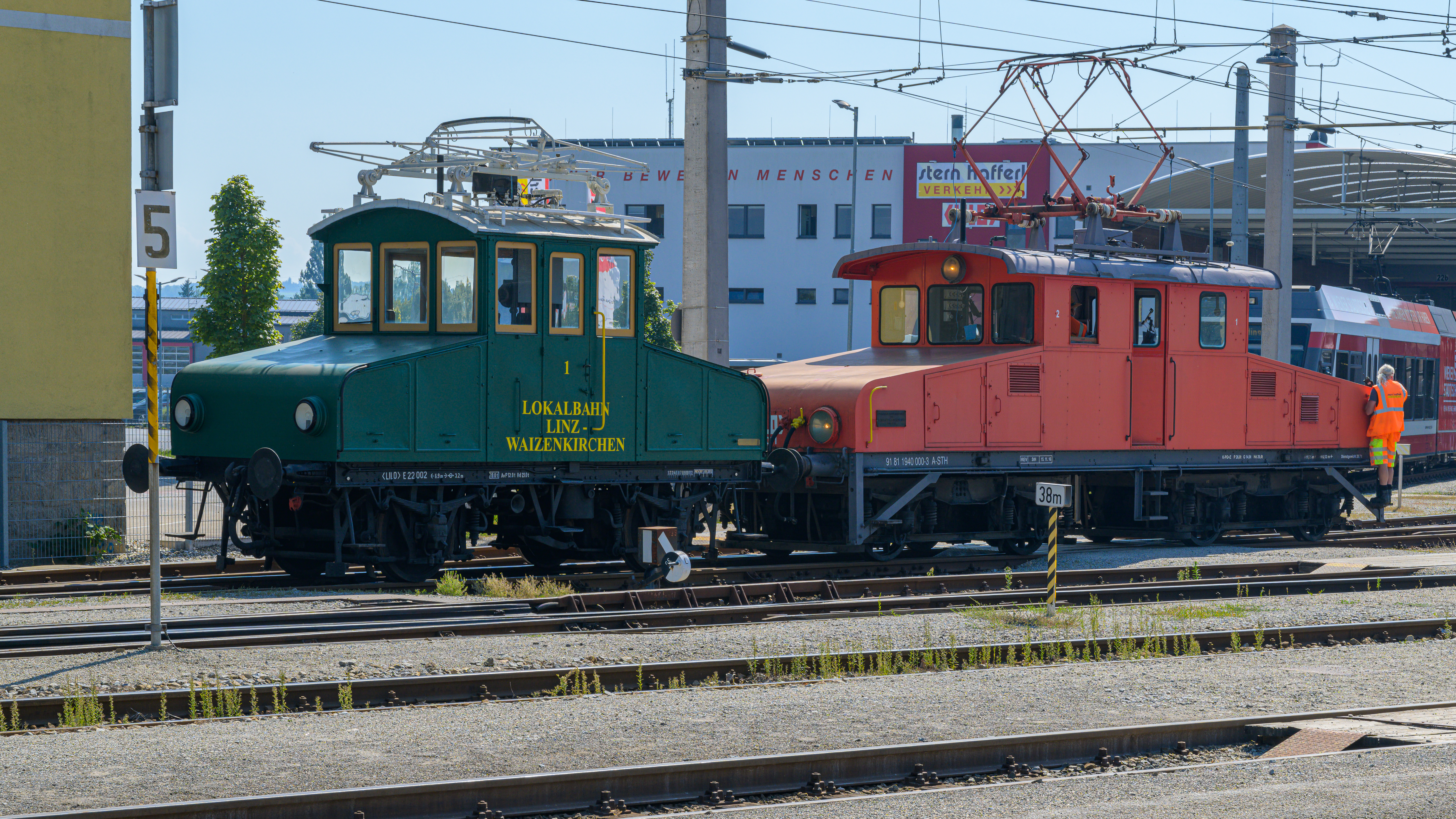
De e-loks E22.002 (Liesl) uit 1912 en E22.001 uit 1915.

De zuinigheid van het bedrijf uitte zich vooral in het na 1930 alleen nog overnemen van gebruikt materieel. Treinen en trams die bij Stern & Hafferl voor nieuw doorgingen, waren in feite 2e hands. En ze waren / zijn er zuinig op, want op sommige plaatsen rijden zulke treinen van circa 70 jaar oud nog steeds in de normale dienst. Omdat de overheden tegenwoordig meebetalen kon voor andere lijnen inmiddels voor het eerst na 1930 echt nieuw materieel aangeschaft worden.

### Typen
Het spoorbedrijf beschikt(e) over historische trams, waaronder een oorspronkelijke Gmundense tram uit 1911, 2e hands trams, nieuwe lagevloertrams, 2e hands treinstellen-uit-één-stuk (railbus) tweedelige 2e hands treinstellen, nieuwe driedelige treinstellen en oude en nieuwe locomotieven. Deze zijn alle elektrisch. Hiernaast zijn er nog allerlei niet-elektische voertuigen, zoals goederenwagens en onderhoudsvoertuigen. Flink wat voertuigen worden alleen nog "museaal" ingezet. Het wagenpark is en vooral was zeer gevarieerd omdat er van diverse bedrijven in Duitsland en Zwitserland één of meerdere voertuigen overgenomen werden.
Uitwisseling van materieel gebeurd indien dat nodig is. Zo zijn bijvoorbeeld de "railbussen" uit 1953/56 die 2e hands uit Duitsland kwamen eerst ruim 20 jaar actief geweest op de lijn Bürmoos-Trimmelkam, en daarna kwamen ze  pas op de Vorchdorferbahn. Dat is dus hun derde locatie. De oude tweedelige treinstellen van de Vorchdorferbahn deden eerst dienst op de Linzer Lokalbahn, maar zijn ook afkomstig uit Duitsland; ook voor deze is het hun 3e inzetgebied dus.

## Trivia
- Op het Arkadenhaus is prominent een herdenkingsmonument voor Josef Stern aangebracht. Onder de plaquette staat met grote letters "De ontwikkelaar van lokale waterkracht".[4] De tram rijdt er pal langs.[1] Voor Franz Hafferl is er geen monument bekend.